# Tạ Phong Tần
Tạ Phong Tần är en vietnamesisk bloggare som kommer från Bạc Liêu-provinsen. Hon arbetade tidigare som polis. Den 30 juli 2012 tände hennes mor, som oroade sig mycket för sin fängslade dotter, eld på sig själv och dog. 24 september 2012 dömdes Tạ Phong Tần till tio års fängelsestraff, följt av fem års husarrest för att ha kritiserat korruption och brott mot mänskliga rättigheter i polisen och rättssystemet. Hon släpptes 19 september 2015, och flög omedelbart till Los Angeles.